# ماریا نرودا
ماریا نرودا (انگلیسی: Maria Neruda; ۲۶ مارس ۱۸۴۰ – ۷ نوامبر ۱۹۲۰) نوازنده ویولن، و موسیقی‌دان اهل سوئد بود.